# 高久泰文
高久 泰文（たかく やすぶみ、1941年7月2日 - ）は、日本の法学者、行政学者。専門は憲法、行政法。拓殖大学大学院非常勤講師、同大学元教授。茨城県筑西市出身。

## 略歴
- 1967年3月：東京大学法学部卒業
- 1967年4月：参議院法制局参事
- 1995年6月：参議院法制局法制主幹
- 1996年7月：参議院法制局第三部長
- 2000年4月：拓殖大学政経学部非常勤講師
- 2000年12月：参議院法制局退官
- 2001年4月：拓殖大学政経学部教授
- 2009年4月：拓殖大学大学院地方政治行政研究科教授
- 2012年4月：拓殖大学大学院地方政治行政研究科非常勤講師

## 著書
- 『日本国憲法　七つの欠陥七倍の欠陥―だれでもわかるやさしい憲法のお話し』（共栄書房、2003）
- 『昭和「憲法」の綻び―最高法規性の空洞化・形骸化』（中央公論事業出版、2020）

- 田島信威 共著『市町村条例クリニック』（ぎょうせい、2001、新版2017）